# Народное действие (Испания)
Народное действие (исп. Acción Popular), до 1932 года Национальное действие (исп. Acción Nacional) — римско-католическая политическая партия Испании периода Второй республики.
Группа была сформирована после падения монархии и поражения монархических партий на парламентских выборах 1931 года для защиты интересов католиков в новой Испанской республике. Она возникла из «Национальной католической ассоциации пропагандистов» и фактически сформировала политическую партию, приверженная идеям этого жесткого монархического движения. Главным лидером «Народного действия» был редактор католической ежедневной газеты «El Debate» и будущий кардинал Анхель Эррера Орья. В 1932 году Национальному альянсу пришлось сменить название, поскольку партиям и политическим движениям было запрещено использовать слово «национальный» в своих названиях.

## История
Партия была основана 29 апреля 1931 года как ассоциация «политико-социального спасения Испании», отсюда и первоначальное название «Национальное действие», которое в апреле 1932 года пришлось изменить на «Народное действие» из-за приказа республиканско-социалистического правительства Мануэля Асанья, которое ограничило использование слова «национальный».
Народное действие стремилось объединить правый, монархический и католический лагерь и таким образом оно стало ядром консервативной федерации партий — «Испанской конфедерации автономных правых групп» (СЭДА), созданной в марте 1933 года. Довольно скоро партия превратилась в политический фронт защиты католической религии, собственности и семьи.
В первой главе постановления партии говорилось, что его целью являлось «пропаганда и политические действия под лозунгом «Религия, семья, порядок, работа и собственность». Таким образом, целью партии была защита прав церкви и общественного строя.
Даже после создания СЭДА молодежное движение партии, «Juventudes de Acción Popular» (широко известное как Зелёнорубашечники) продолжало организовываться. Однако, весной 1936 года упадок Народного действия стало реальностью, когда 15 000 зелёнорубашечников покинули движение и присоединились к «Фаланге». Накануне гражданской войны в Испании «Народное действие» насчитывало около 12 000 членов. Когда 19 апреля 1937 года Франсиско Франко объявил о своем указе о создании «Испанской фаланги традиционалистов и комитетов национал-синдикалистского наступления», Народное действие было одной из многих партий, включенных в эту новую правую группу.